# TNCA Serie C
El TNCA Serie C, también conocido como Microplano Veloz, fue un avión de combate diseñado en México por los Talleres Nacionales de Construcciones Aeronáuticas.

## Diseño
Desde 1915, los Talleres Nacionales de Construcción Aeronáutica, a veces conocidos como la Fábrica de Aviación Militar, produjeron varias series de aviones, algunos de estos se basaban en diseños europeos pero la aumentó presión  para el diseño y producción de aeronaves propias debido a la concentración de fabricantes europeos en la producción bélica, además de las tensiones entre México y los Estados Unidos. En 1917, se adquirieron los derechos para construir motores españoles Hispano-Suiza.
El Serie C era un biplano de envergadura desigual con alas sin barrido conectadas por dos pares paralelos de barras. Ambas alas tenían puntas cuadradas y había un corte triangular en el borde trasero de las alas superiores para mejorar la visibilidad del piloto. Fue construido solo un ejemplar, el cual portaba la matrícula 1-C-31.
El Microplano tenía un fuselaje de sección rectangular de lados planos construido en metal, la nariz albergaba un motor Hispano-Suiza de 157 HP enfriado por agua que impulsaba una hélice Anáhuac de dos palas. El fuselaje se estrechaba fuertemente tanto en altura como en ancho hacia la parte posterior de la aeronave. La aeronave tenía un tren de aterrizaje convencional fijo con ruedas principales en los puntales en forma de V, asistido por un patín de cola. Esta aeronave era capaz de cargar hasta dos ametralladoras sincronizadas y aunque los ensayos de vuelo del Microplano supuestamente fueron satisfactorios, no se llevó a cabo ninguna producción en serie debido al derrocamiento del régimen de Carranza y la consiguiente guerra civil.

## Especificaciones
Datos de
Características generales
- Tripulación: 1
- Longitud: 6.6 m (21 ft 8 in)
- Envergadura (ala alta): 8.0 m (26 ft 3 in)
- Envergadura (ala baja): 6.88 m (22 ft 7 in)
- Superficie alar: 18 m² (193 ft2)
- Peso vacío: 460 kg (1014 lb)
- Peso bruto: 650 kg (1433 lb)
- Planta motriz: 1 × Hispano-Suiza 8Aa, 130 kW (175 hp) @ 2200 rpm
- Hélice: Bipala de paso fijo Anáhuac

Rendimiento
- Velocidad máxima: 220 km/h (137 mph, 119 kt)
- Velocidad de crucero: 195 km/h (121 mph, 105 kn)
- Autonomía: 2 horas
- Techo de vuelo: 5500 m (18,045 ft)
- Régimen de ascenso: 3.1 m/s (610 ft/s)

Armamento
- 2 × Ametralladoras delanteras calibre 7.7 mm sincronizadas con la hélice